# Território Federal de Fernando de Noronha
O Território Federal de Fernando de Noronha foi um território federal criado em 9 de fevereiro de 1942, de acordo com o Decreto-lei n° 4.102, durante o governo do presidente Getúlio Vargas. A região foi desmembrada do estado de Pernambuco. A constituição do território se deu visando a fatores estratégicos em plena Segunda Guerra Mundial.

## Histórico
Em 1938 a ilha foi novamente requisitada pela União para tornar-se um Presídio Político Federal, destinado "à concentração de indivíduos reputados como perigos à ordem pública ou suspeitos de atividades extremistas”. Em diversos períodos haviam sido recolhidos para lá presos políticos, como os ciganos em 1739, os farroupilhas em 1844 e os capoeiristas em 1890. Reportagem da revista O Cruzeiro, de 2 de agosto de 1930, descreve o presídio como "fantasma infernal para esses proscritos da sociedade", que viviam completamente alheios ao que se passava no resto do mundo, apesar de o Governo alegar que proporcionava aos presos "uma vida saudável de trabalho e de conforto". O ex-governador de Pernambuco, Miguel Arraes, foi preso lá após ser deposto do cargo de Governador de Pernambuco pelo golpe militar de 1964. Em 1957, a prisão foi fechada e o arquipélago foi visitado pelo presidente Juscelino Kubitschek.

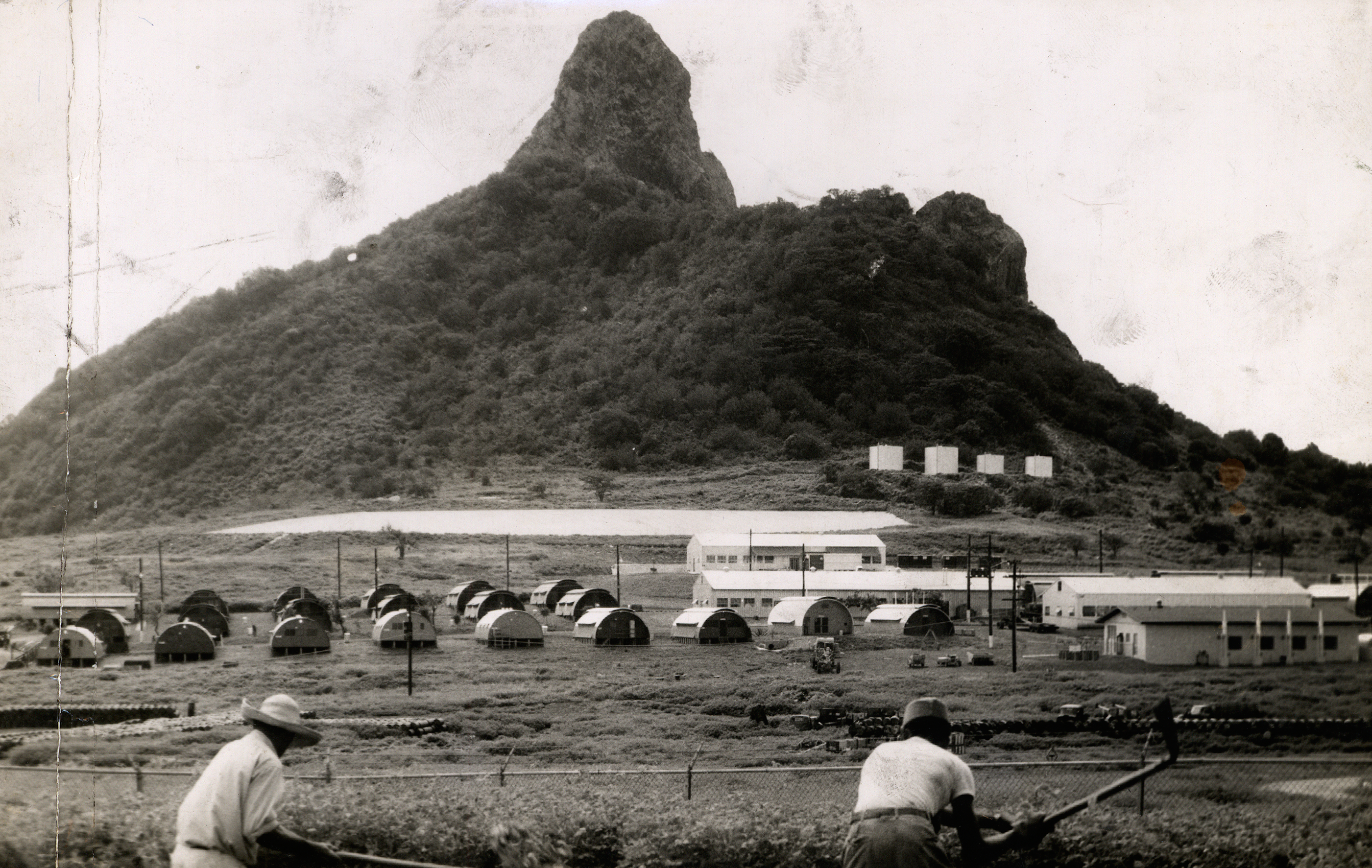
Base americana em Fernando de Noronha, 1959. Arquivo Nacional

Em 1942 tornou-se um território federal, administrado por militares, que incluía o Atol das Rocas e o Arquipélago de São Pedro e São Paulo. A entidade administrativa durou 46 anos.
Durante a Segunda Guerra Mundial, um aeroporto foi construído em setembro de 1942 pelas Forças Aéreas do Exército dos Estados Unidos para a rota aérea Natal-Dakar. É então fornecida uma ligação transoceânica entre o Brasil e a África Ocidental Francesa para carga, trânsito das aeronaves e pessoal durante a campanha dos Aliados na África. O Brasil transferiu o aeroporto para a jurisdição da Marinha dos Estados Unidos em 5 de setembro de 1944. Após o fim da guerra, a administração do aeroporto foi transferido de volta para o governo brasileiro.
O Território de Fernando de Noronha passou por diversas gestões ao longo de sua existência: entre 1942 a 1981, foi gerida pelo Exército; de 1981 a 1986  foi de responsabilidade da Aeronáutica; de 1986 a 1987, teve gestão das forças armadas (ENFA); de 1987 a 1988 a gestão foi feita pelo Ministério do Interior. Ao longo da história, o território teve 19 governadores, que eram nomeados pelo Governo Federal e aprovados pelo Senado Federal, tendo sido Fernando Cesar de Moreira Mesquita (1987-1988) o único governador civil.
Em 1972 abriu a primeira pousada para turistas. Fernando de Noronha foi incorporada ao Estado de Pernambuco em 1988, como um dos seus Distritos Estaduais, e no mesmo momento foi criado o Parque Nacional Marítimo de Fernando de Noronha, englobando 70% da área do arquipélago composto por 21 ilhas, ilhotas e rochedos, o que ajudou a preservar boa parte do seu patrimônio natural primitivo, enquanto se transformava em uma concorrida atração turística, reconhecida internacionalmente.